# Kållerstads församling
Kållerstads församling var en territoriell församling inom Svenska kyrkan i Östbo-Västbo kontrakt av Växjö stift i sydvästra delen av Jönköpings län, Gislaveds kommun. Församlingen ingick i Reftele pastorat. Församlingen uppgick 2014 i Västbo S:t Sigfrids församling. 
Församlingskyrka var Kållerstads kyrka.

## Administrativ historik
Församlingen har medeltida ursprung.
Församlingen var till 1962 annexförsamling i pastoratet Ås och Kållerstad, Från 1962 till 2014 var den annexförsamling i pastoratet Reftele, Ås och Kållerstad.
Församlingen uppgick 2014 i Västbo S:t Sigfrids församling.